# Orthotetida

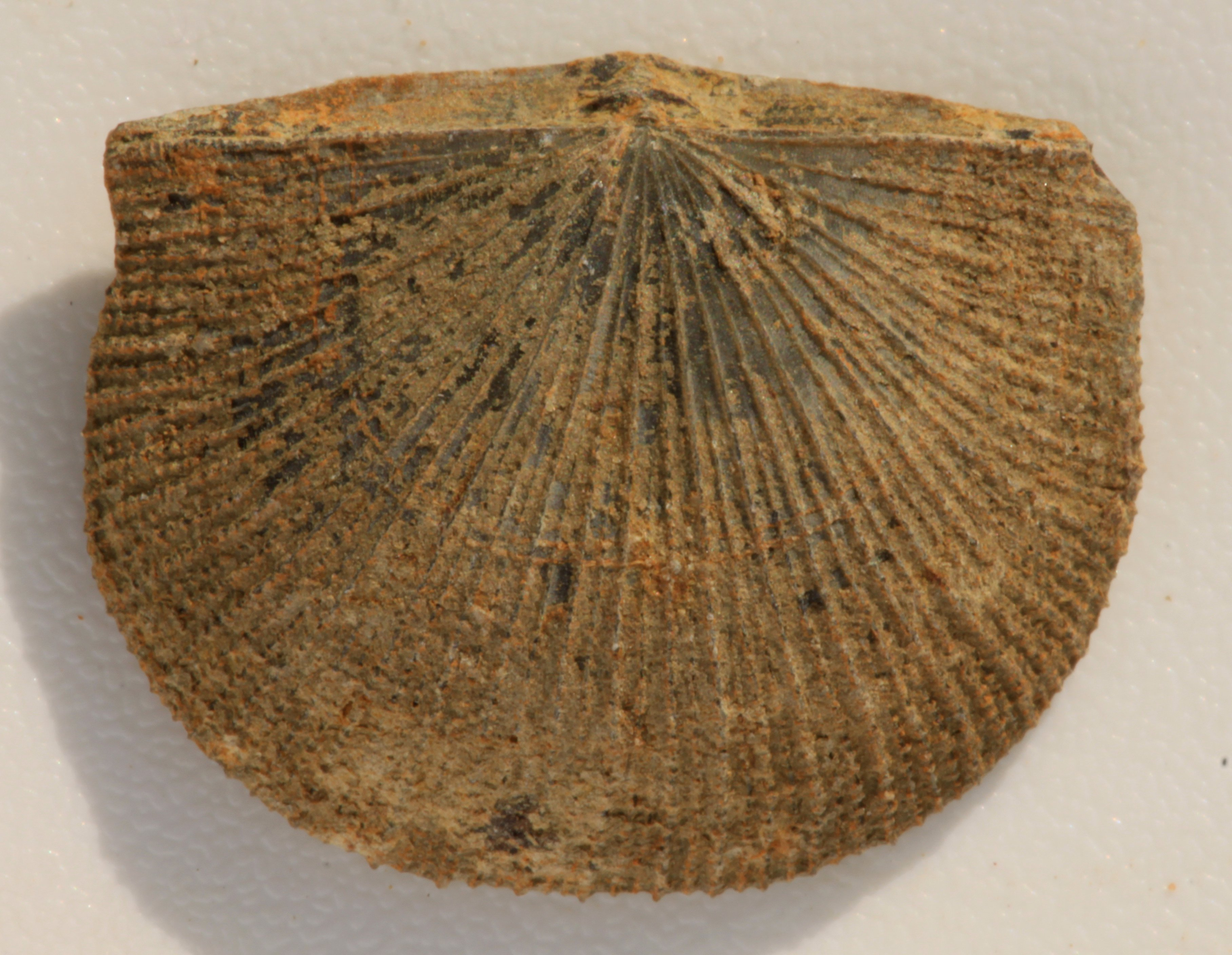
Xystostrophia umbraculum, przedstawiciel ortotetidów z eiflu Polski: muszla widziana od strony skorupki grzbietowej

Orthotetida – wymarły rząd ramienionogów, znany od ordowiku do permu.

## Charakterystyka
Orthotetida należą do podtypu Rhynchonelliformea, odpowiadającego w przybliżeniu dawniej wyróżnianej gromadzie ramienionogów zawiasowych (Articulata), którego przedstawiciele odznaczają się wapienną muszlą i obecnością zawiasów. W obrębie tego podtypu należą do gromady Strophomenata, wyróżnianej na podstawie mikrostruktury muszli.
W obrębie Strophomenata przedstawiciele Orthotetida wyróżniają się muszlą o kształcie dwuwypukłym (ang. biconvex): zarówno skorupka grzbietowa jak i brzuszna są wypukłe. Przedstawiciele rzędów Strophomenida i Productida mają muszlę wklęsło-wypukłą (ang. concavoconvex), czyli skorupka grzbietowa jest wklęsła, a brzuszna – wypukła.

## Występowanie
W karbonie wielu regionów świata spotyka się przedstawicieli ortotetidów, nierzadko osiągających spore rozmiary, na przykład z rodzaju Derbyia.
W Polsce Xystostrophia umbraculum (dawniej znana jako Schellwienella umbraculum) jest pospolitym gatunkiem w niższej części formacji skalskiej (dewon środkowy regionu łysogórskiego Gór Świętokrzyskich).